# Черный, Альберт
Альберт Черный (чеш. Albert Černý; род. 17 февраля 1989, Тршинец, Северо-Моравский край, Чехословацкая Социалистическая Республика) — чешский певец и гитарист. Известен как солист групп Charlie Straight и Lake Malawi.

## Биография
Альберт Чёрный родился 17 февраля 1989 в городе Тршинце Северо-Моравского края ЧССР (в настоящее время Моравскосилезский край Чешской республики). В детстве посещал польскую начальную школу, по окончании которой поступил в чешскую гимназию в Тршинце. Во время учёбы в гимназии вместе с Зузаной Куделовой и Яном (Джонни) Сьеншиалой (будущим участником Charlie Straight) был членом группы Funkiers. Ещё Альберт был членом джазового трио 3JAZZ, куда также входили Сьеншиала и Михал Ворк. В 2006 году Чёрный создал собственную группу Charlie Straight, куда вошли Джонни Сьеншиала (бас), Михал Шупак (клавиши, аккордеон, гитара, вокал) и Павел Пилх (ударные). Вместе с Charlie Straight Альберт записал два альбома: She’s A Good Swimmer (2009) и Someone With A Slow Heartbeat (2012), а также несколько синглов. В 2013 группа распалась, но уже в сентябре того же года Альберт Чёрный создал новый проект Lake Malawi (рус. Озеро Малави).В течение трёх лет Альберт учился на переводчика с английского в Университете Палацкого в Оломоуце и получил степень бакалавра, но от продолжения обучения отказался, решив посвятить себя музыке. Помимо английского и чешского он говорит на немецком и польском.

### Фотографии
- С учениками гимназии города Пардубице (18.02.2014)
- Вместе с участниками группы Lake Malawi (на переднем плане)
- C группой Chasrlie Straight на съёмках клипа на песню Coco